# Омысь
Омысь — река в России, протекает по Ханты-Мансийскому АО. Устье реки находится в 125 км по левому берегу реки Лыхн. Длина реки составляет 5 км.

## Притоки
- В 2 км от устья, по правому берегу реки впадает река Омысьёхсоим.
- В 5 км от устья, по правому берегу реки впадает река Ун-Омысьёх.
- В 5 км от устья, по левому берегу реки впадает река Ай-Омысьёх

## Данные водного реестра
По данным государственного водного реестра России относится к Нижнеобскому бассейновому округу, водохозяйственный участок реки — Обь от впадения Иртыша до впадения реки Северная Сосьва, речной подбассейн реки — бассейны притока Оби от Иртыша до впадения Северной Сосьвы. Речной бассейн реки — (Нижняя) Обь от впадения Иртыша.
Код объекта в государственном водном реестре — 15020100112115300022016.